# Simonstorps församling
Simonstorps församling var en församling i Linköpings stift inom Svenska kyrkan i Norrköpings kommun. Församlingen uppgick 2010 i Kolmårdens församling.
Församlings kyrka var Simonstorps kyrka.
År 2006 fanns i församlingen 380 invånare.

## Administrativ historik
Församlingen bildades 1655 genom en utbrytning ur Kvillinge församling. Förr benämndes församlingen även Sankt Pers kapellförsamling.
Församlingen var till 2010 annexförsamling i pastoratet Kvillinge och Simonstorp. Församlingen uppgick 2010 i Kolmårdens församling.
Församlingskod var 058113.

## Komministrar
Komministerbostaden låg i Yddetorp.
| Ämbetstid | Namn                          | Levnadstid | Övrigt                                          |
| --------- | ----------------------------- | ---------- | ----------------------------------------------- |
| 1653–1677 | Nicolaus Duvaerus             | 1620–1677  |                                                 |
| 1678–1725 | Jonas Bénedicti Wettelius     | –1725      |                                                 |
| 1726–1736 | Anders Wettelius              | –1736      |                                                 |
| 1737–1740 | Olaus Brunman                 | 1707–1740  |                                                 |
| 1740–1770 | Nils Engström                 | 1706–1799  | Senare kyrkoherde i Skedevi församling.         |
| 1771–1790 | Marcus Tillberg               | 1729–1804  | Senare kyrkoherde i Östra Skrukeby församling.  |
| 1790–1805 | Johan Stahre                  | 1750–1825  | Senare kyrkoherde i Vånga församling.           |
| 1805      | Per Rejmer                    | 1773–1844  | Senare komminister i Sankt Johannes församling. |
| 1817      | Lars Kraft                    | 1789–      | Senare komminister i Bellö församling.          |
| 1824      | Johan Wiberg                  | 1788–1861  | Senare komminister i Skeda församling.          |
| 1832–1847 | Anders Benjamin Wærnelius     | 1792–1872  | Senare kyrkoherde i Gårdeby församling.         |
| 1847–1876 | Jöns Gustaf Tidman            | 1800–1876  |                                                 |
| 1880–1902 | Johan Fredrik August Palmblad | 1838–1902  |                                                 |
| 1904–1920 | Ture Nelson                   | 1867–1940  | Senare kyrkoherde i Häradshammars församling.   |
| 1920–1926 | Sigfrid Sigland               | 1890–1989  | [ 5 ]                                           |
| 1926–1930 | Ebbe Wängsjö                  | 1902–1992  | [ 6 ]                                           |
| 1931–1934 | Gösta Samuelsson              | 1903–1996  | [ 7 ]                                           |